# Хенри Ониекуру
Хенри Чуквуемека Ониекуру (на английски: Henry Chukwuemeka Onyekuru; роден на 5 юни 1997 г. в Онитша) е нигерийски футболист, играе като нападател, и се състезава за арабския Ал-Файха.

## Клубна кариера
Ониекуру започва в академията за развитие на млади таланти Аспайр Академи и след завършването през 2015 година преминава в един от нейните партньори – футболния отбор КАШФ Ойпен от град Ойпен.
На 5 септември 2015 година Ониекуру прави своя професионален дебют за К.А.С. Ойпен при равенството 2 – 2 с отбора на Десел Спорт в мач от белгийската Втора дивизия. В дебютния си сезон Хенри помага на своя тим да спечели промоция в Белгийската Про Лига – най-високото ниво в белгийския футбол.
Дебюта си в елита на Белгия прави на 30 юли 2016 година при загубата с 3:0 от Зьолте Варегем. Ониекуру завършва първия си сезон в белгийския елит като един от голмайсторите на първенството, отбелязвайки 22 гола през сезона. Нападателя на Андерлехт Лукаш Теодорчик отбелязва същия брой голове, но наградата за Голмайстор на сезона отива при поляка заради по-големия брой отбелязани голове на чужд терен. След успешния си първи сезон в елитната белгийска група, Ониекуру приковава вниманието на някои от най-големите футболни отбори в Европа, като за най-голям интерес се говори от страна на английския Арсенал.